# Східчасті криниці

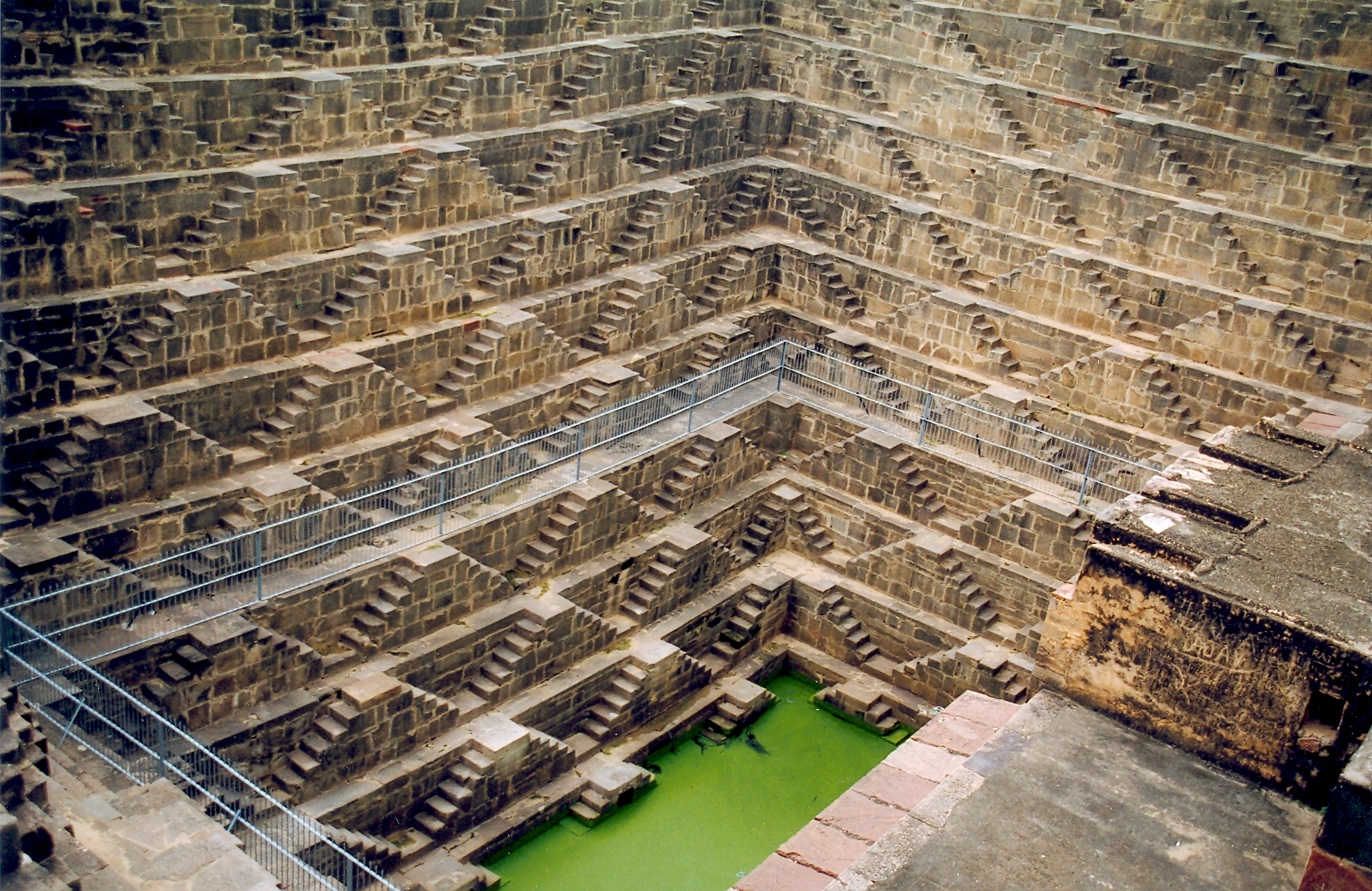
Чанд-Баорі, у селі Абханері поблизу Джайпуру, у Раджастхані. Є одним із найглибших і найбільших східчастих колодязів в Індії

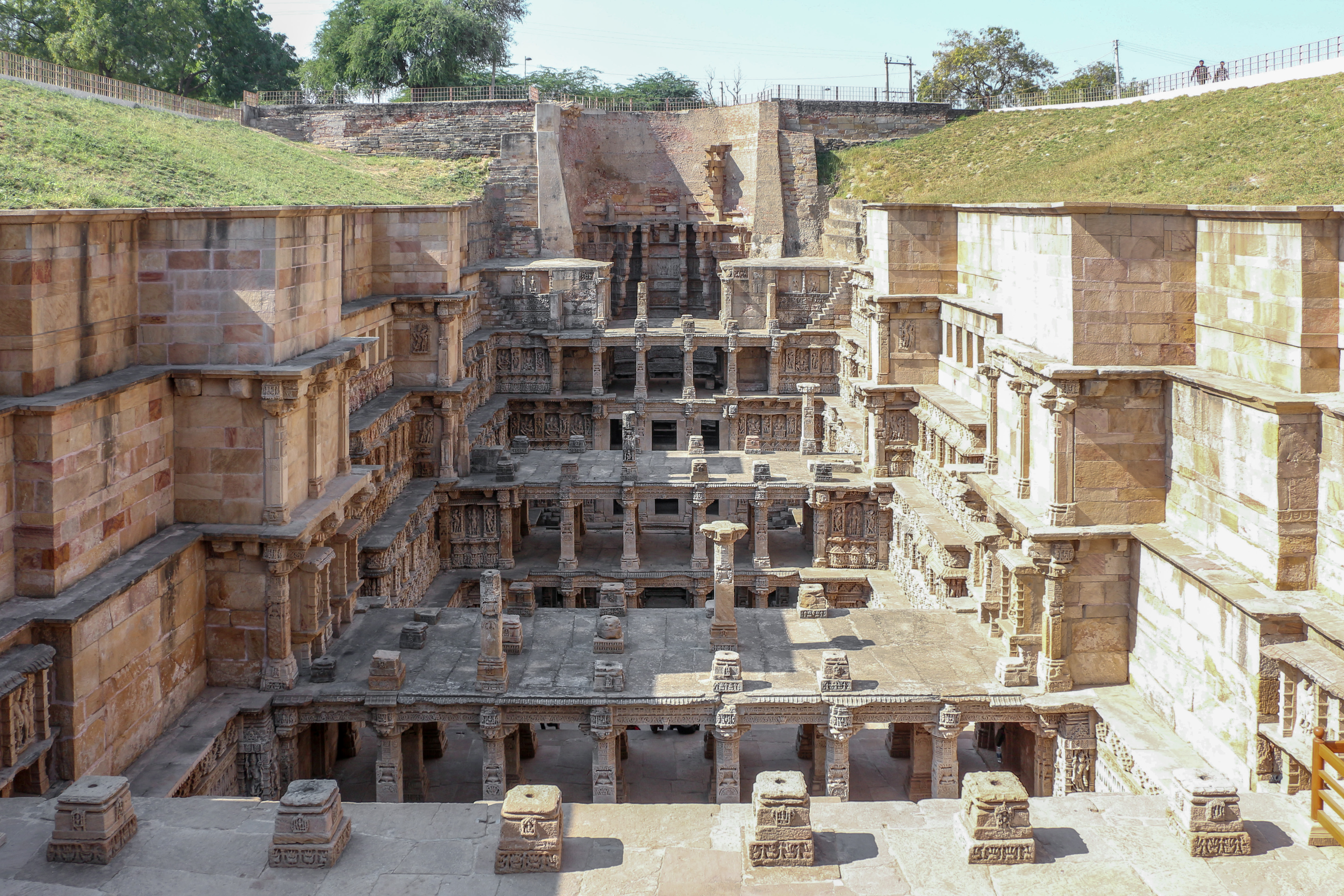
Рані-кі-вав, місто Патан, штат Гуджарат

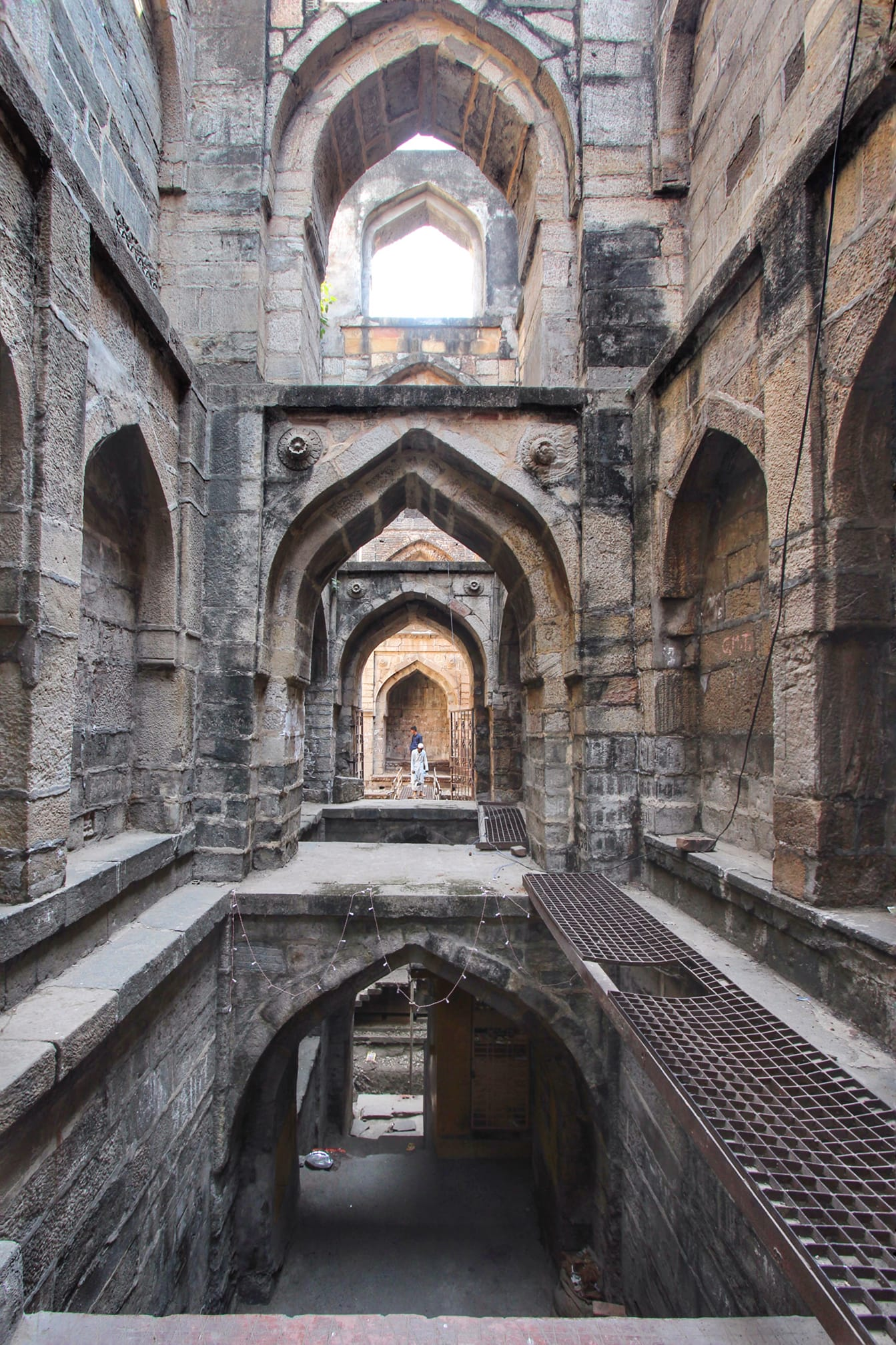
Багатоповерховий східчастий колодязь у селі Махімапур, округ Амраваті, Махараштра

Східчасті криниці — історичні гідротехнічні споруди, характерні для посушливих областей Західної Індії та Пакистану. Східчасті криниці являють собою котловани, що наповнюються як ґрунтовими водами, так і за рахунок опадів в сезон дощів. Система різнорівневих майданчиків і сходів, які їх поєднують та дозволяють забезпечити доступ до води в будь-який сезон та за будь-якого рівня води. Одна з найбільших збережених ступінчастих криниць Чанд-Баорі в селі Абханері в Раджастхані має 13 ярусів і загальну глибину 30 метрів.
Будучи джерелом не тільки питної води, а й прохолоди, ступінчасті криниці ставали місцем зустрічі жінок, що приходили за водою. Криниці перетворювалися на місце відпочинку, зборів, релігійних церемоній. Тут жінки не лише брали воду, а й приносили підношення богині криниці . Це сприяло тому, що східчасті криниці вишукано прикрашалися, стаючи справжніми шедеврами середньовічного зодчества, які не підносяться, а навпаки, спрямовані вглиб землі. Це також забезпечило їх збереження як пам’яток. Особливо це стосується криниць при індуїстських храмах.
Конструкція східчастих криниць складається з двох секцій: вертикальної шахти, з якої забирається вода і навколишніх похилих підземних ходів, а також камер і сходів, які забезпечують доступ до колодязя. Галереї та камери, що оточували ці криниці, часто були багато різьблені з витонченими деталями та ставали прохолодними, тихими місцями для відпочинку під час спекотного літа .

## Назви
Існує ряд різних місцевих назв, для східчастих криниць. У регіонах, де розмовляють гінді, вони включають назви на основі бауді (зокрема бавді (радж. बावड़ी), баурі, баварі, баорі, баолі, баваді та бавді). На мовах гуджараті та марварі їх називають вав, ваврі або ваав (гудж. વાવ). Інші назви включають кальяні або пушкарані (каннада), баолі (гінді बावली) і барав (маратхі बारव).

## Історія

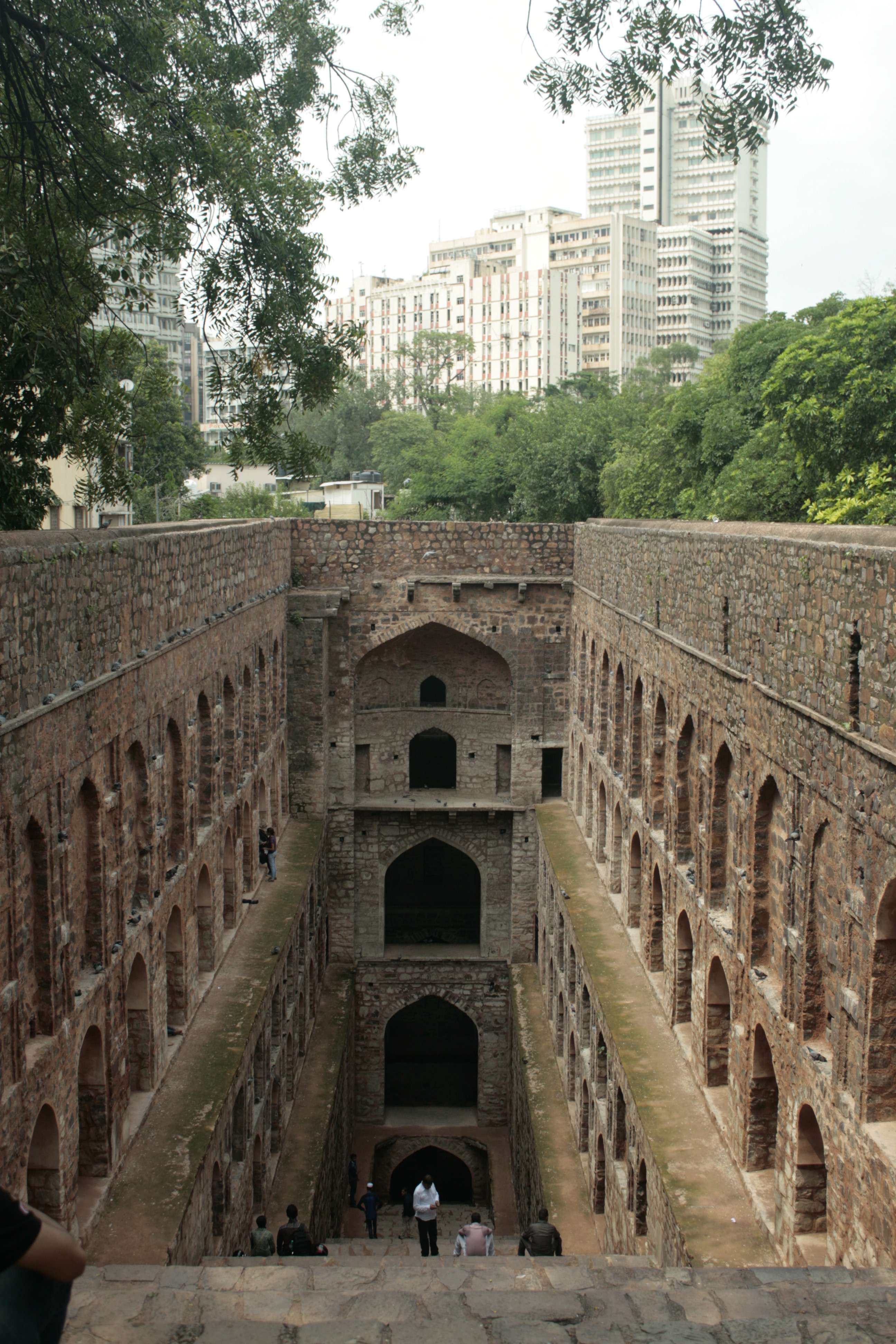
Аграсен Кі Баолі, Нью-Делі, перебудована у XIV сторіччі

Східчасті криниці могли з’явитися в періоди посухи, щоб забезпечити достатній доступ до води. Найбільш ранні археологічні свідчення будівництва ступінчастих криниць були виявлені в Дхолавірі, де також є резервуари для води зі східцями. Велика ванна Мохенджо-Даро також забезпечена сходинками в протилежних напрямках.
У едиктах царя Ашоки згадується будівництво східчастих криниць вздовж головних індійських доріг на відстані 8 кілометрів одна від одної, але Ашока стверджує, що це була добре встановлена практика, яка була ще до нього і використовувалася також попередніми королями. Отож вже тоді, у ІІІ столітті до нашої ери, це була не нова практика.
Перші висічені в скелі східчасті криниці в Індії датуються 200–400 роками нашої ери. Найдавніший приклад схожого на ванну ставка, до якого вели сходи, знайдено в печерах Уперкот у Джунагаді. Ці печери датуються IV століттям. Іншим прикладом є криниця Навган Куво з круглими сходами поруч. Ймовірно, вона була побудована в період Західних Кшатрапів (200–400 рр. н. е.) або Майтрака (600–700 рр. н. е.), хоча деякі вважають її датування пізнім XI століттям. Прилегла Аді Каді Вав була побудована або в другій половині X століття, або в XV столітті .
Східчаста криниця в Дханку в районі Раджкот датується 550–625 роками нашої ери. За ним йдуть східчасті ставки в Бінмалі (850–950 рр. н. е.). Східчасті криниці були побудовані в південно-західному регіоні Гуджарат близько 600 року нашої ери; звідти вони поширилися на північ до Раджастану, а згодом до північної та західної Індії. Будівництво цих криниць, які спочатку використовувалися індуїстами як вид мистецтва, досягло свого піку під час мусульманського правління в XI-XVI століттях.
Один із найперших існуючих прикладів східчастих криниць був побудований в ХІ столітті в Гуджараті, східчаста криниця Мата Бгавані. Довгий марш сходів веде до води під послідовністю багатоповерхових відкритих павільйонів, розташованих уздовж осі схід-захід. Витончений орнамент колон, кронштейнів і балок є яскравим прикладом того, як східці використовувалися як форма мистецтва.
Імператори Моголів не порушували культуру, яка практикувалася в цих криницях, і заохочували будівництво криниць. Влада під час британського правління визнала гігієнічні умови криниць незадовільними та встановила системи труб і насосів, щоб замінити їх. В XIX столітті, з появою водопроводу, східчасті криниці стали втрачати своє значення і поступово занепадати.

## Розташування східчастих криниць
Східчаста криниця зазвичай розташовується на храмовій території, чи у селі або на його околицях.
Коли східчаста криниця асоціюється з храмом або святинею, вона знаходиться або поруч з протилежною стіною від нього, або перед храмом. Криниця Сіндхвай Мата в Патані, криниця Мата Бхавані в Ахмедабаді та криниця Анкол Мата в Даваді служать чудовим прикладом криниць, у яких розміщені святині.

## Функції та використання
Східчаста криниця забезпечує доступність води в періоди посухи. Східці мали соціальне, культурне та релігійне значення. Доведено, що ці східці були добре побудованими міцними спорудами, витримавши землетруси. Більшість місць в Індії, де прісна вода є у великій кількості лише під час сезону мусонів, східчасті криниці та ставки відіграють вирішальну роль, слугуючи прямим засобом отримання прісної води, яка фільтрується через землю. У той час як річки, струмки та інші природні водойми висихають у цій кліматичній зоні, вода в східчастих криницях залишається на глибині, де менше сонця та тепла.

## Орнамент
Багато криниць мають орнаменти та деталі, такі ж складні, як і в індуїстських храмах. У їх проекті використовувалися пропорції людського тіла, як і в багатьох інших спорудах індійської архітектури.

## Східчасті ставки

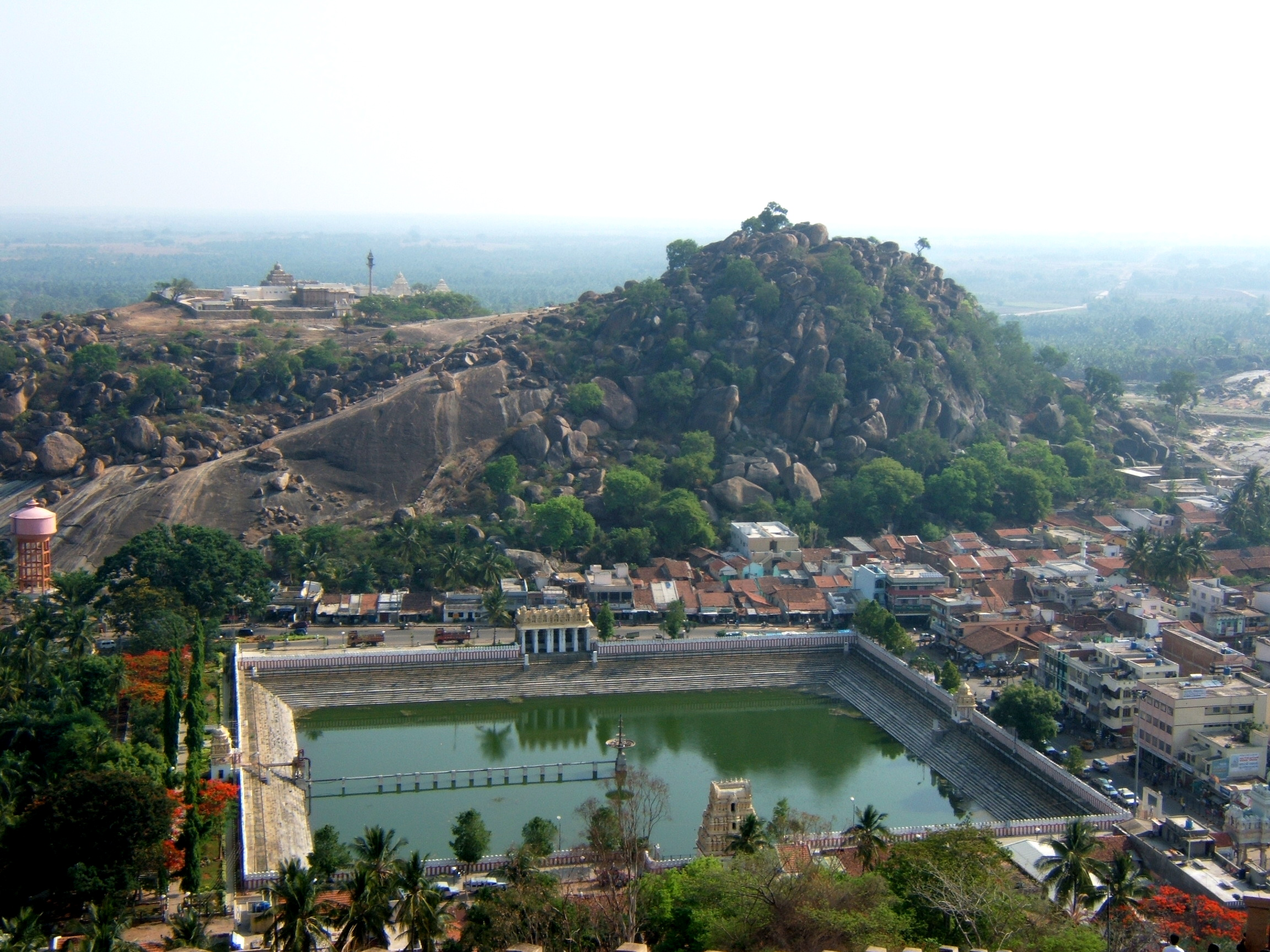
Шраванабелаґола східчастий ставок, Карнатака

Східчасті ставки за призначенням дуже схожі на східчасті криниці. Як правило, східчасті ставки супроводжують храми, тоді як східчасті криниці більш ізольовані Східчасті криниці темні й ледь помітні з поверхні, тоді як східчасті ставки освітлюються світлом сонця. Східчасті криниці мають досить лінійну конструкцію порівняно з прямокутною формою східчастих ставків..

## В Індії
Кілька збережених криниць можна знайти по всій Індії, зокрема в Раджастхані, Гуджараті, Делі, Мадг'я-Прадеш, Махараштра та Північна Карнатака (Карнатака). У 2016 році в рамках спільного картографування проекту Stepwell Atlas,  було розпочато картографування GPS-координат і зіставлення інформації про східчасті криниці, картографування понад 2800 криниць в Індії. Інший проект визначив розташування понад 1700 криниць у Махараштрі.
У своїй книзі «Спадщина Делі: 10 найкращих баолісів» Вікрамджіт Сінгх Рупрай згадує, що тільки в Делі є 32 східчасті криниці. З них 16 втрачено, але їх місцезнаходження можна відстежити. З решти 16 лише 14 доступні для громадськості і рівень води в них постійно змінюється, тоді як два зараз постійно сухі.
Значні східчасті криниці:
- Аграсен Кі Баолі, Нью-Делі
- Район Кі Баолі, Нью-Делі
- Чанд-Баорі в Абханері поблизу Джайпур, Раджастхан
- Рані-кі-вав,  Патан, штат Гуджарат
- Адаладж Ні Вав в Адаладж, Гандінагар, Гуджарат
- Дада Харір, Ахмадабад
- Навган Куво та Аді Каді Вав, форт Упаркот, Джунагадх
- Тур Джі Ка Джалра Баорі, Джодхпур
- Бірха Баварі, Джодхпур
- Шахі Баолі, Лакхнау
- Раніджі Кі Баорі в Бунді, Раджастхан; Бунді має понад 60 криниць (баолі) в межах місті та на околицях.
- Панна Міна Ка Канд, Амбер, Раджастхан
- Удоджі Кі Баорі, Мандхолі, Раджастхан
- Каляні, Хулікере
- Храм Бхога Нандішвара, Карнатака
- Храм Шрі Пералассері, Керала[9]
- Чартана, Парбхані, Махараштра
- Пінглі, Парбхані, Махараштра
- Арві, Парбхані, Махараштра

## У Пакистані

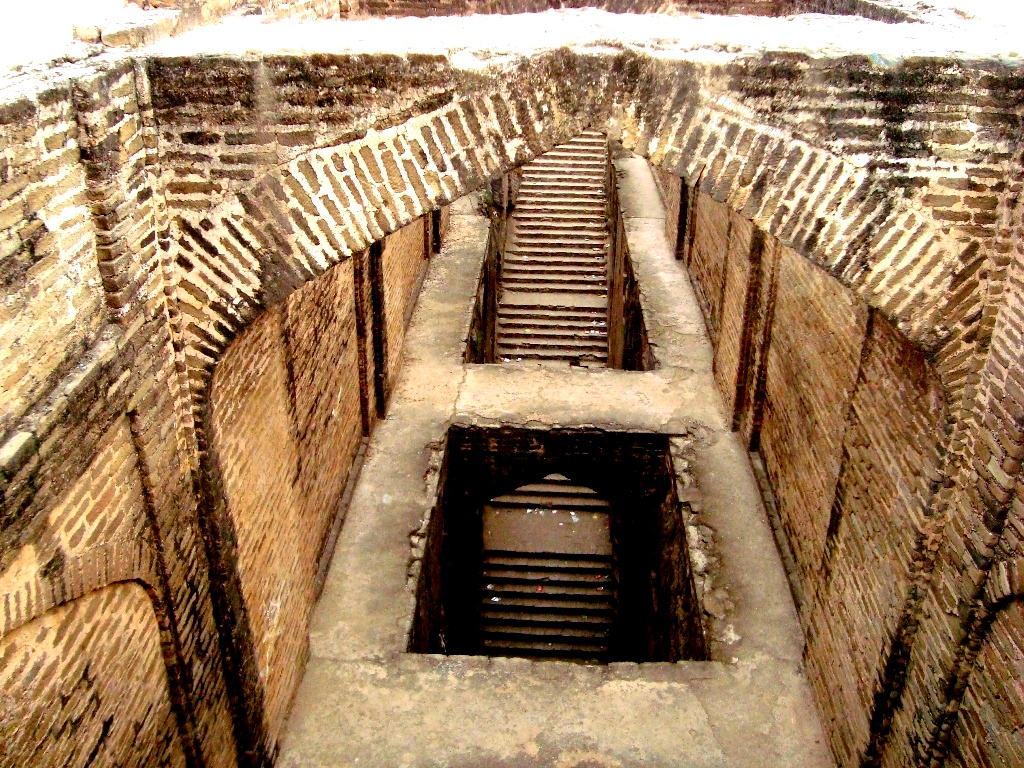
Східчаста криниця у форті Рохтас, поблизу Джелума. Побудована імператором Шер Шах Сурі: висічена у вапняковій основі в XVI сторіччі, прибл. глибина 100 футів, спочатку мала бути вдвічі більшою, але вкрита мулом. Вона використовувалася до 2019 року.

У Пакистані досі існують криниці моголів. Деякі з криниць знаходяться в збереженому стані.
- Фортеця Рохтас, поблизу Джеламу
- Ван Бхачран, поблизу Міанвалі
- Лосар Баолі, поблизу Ісламабаду
- Маклі Баолі, поблизу Татта

## Галерея

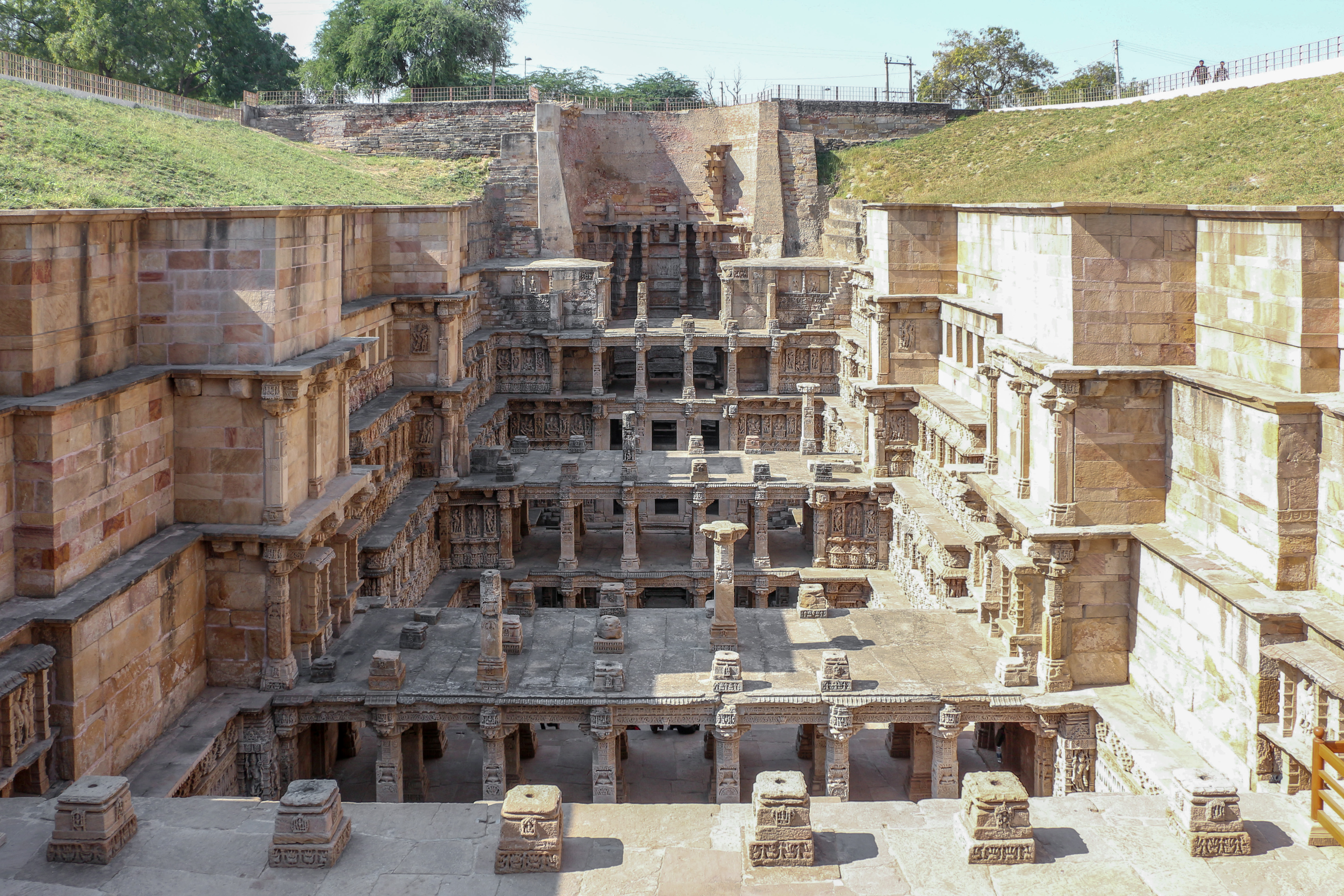
Рані-кі-вав — об'єкт Всесвітньої спадщини ЮНЕСКО
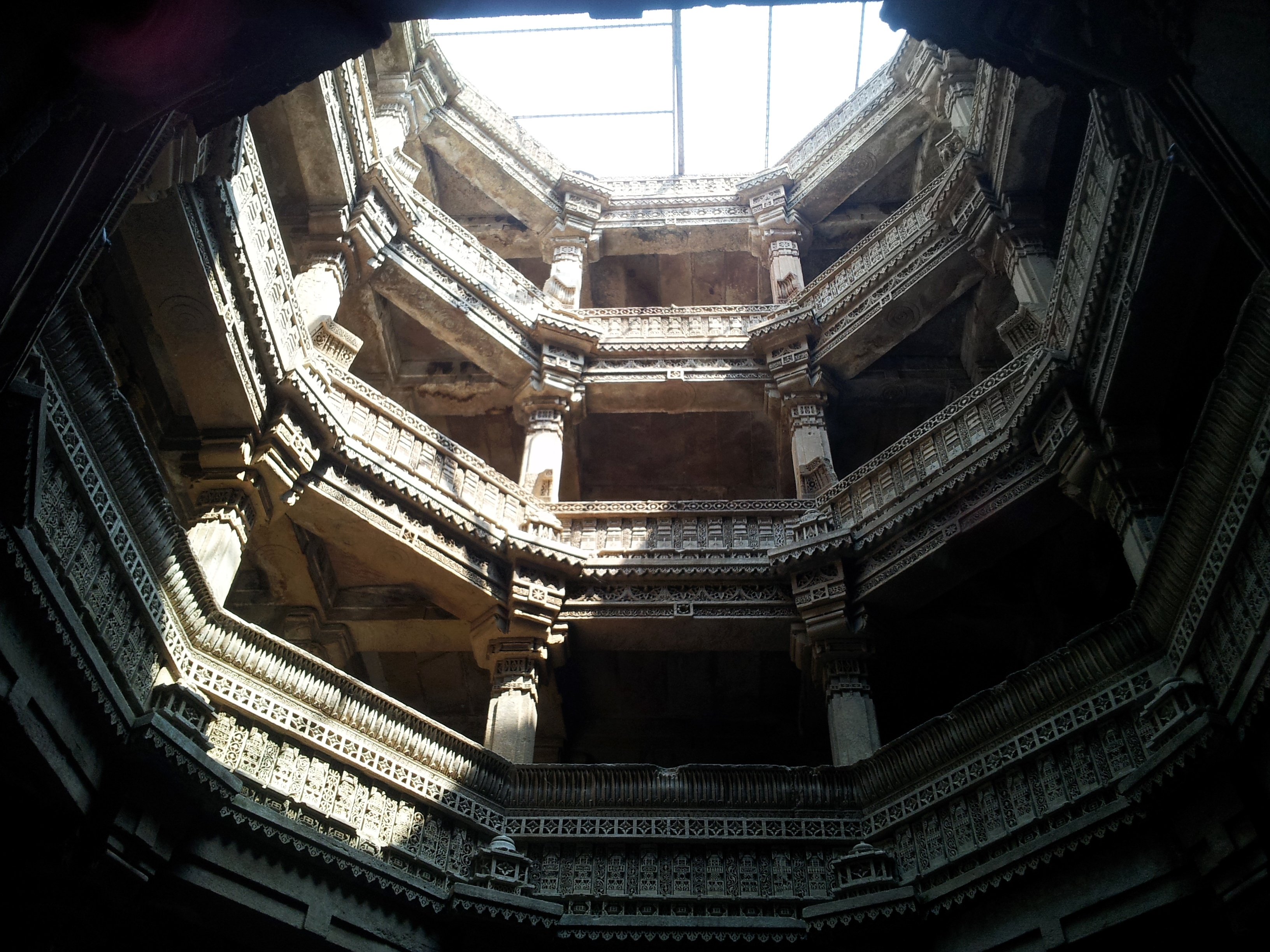
Кругла п'ятиярусна криниця в селі Адаладж, Гуджарат
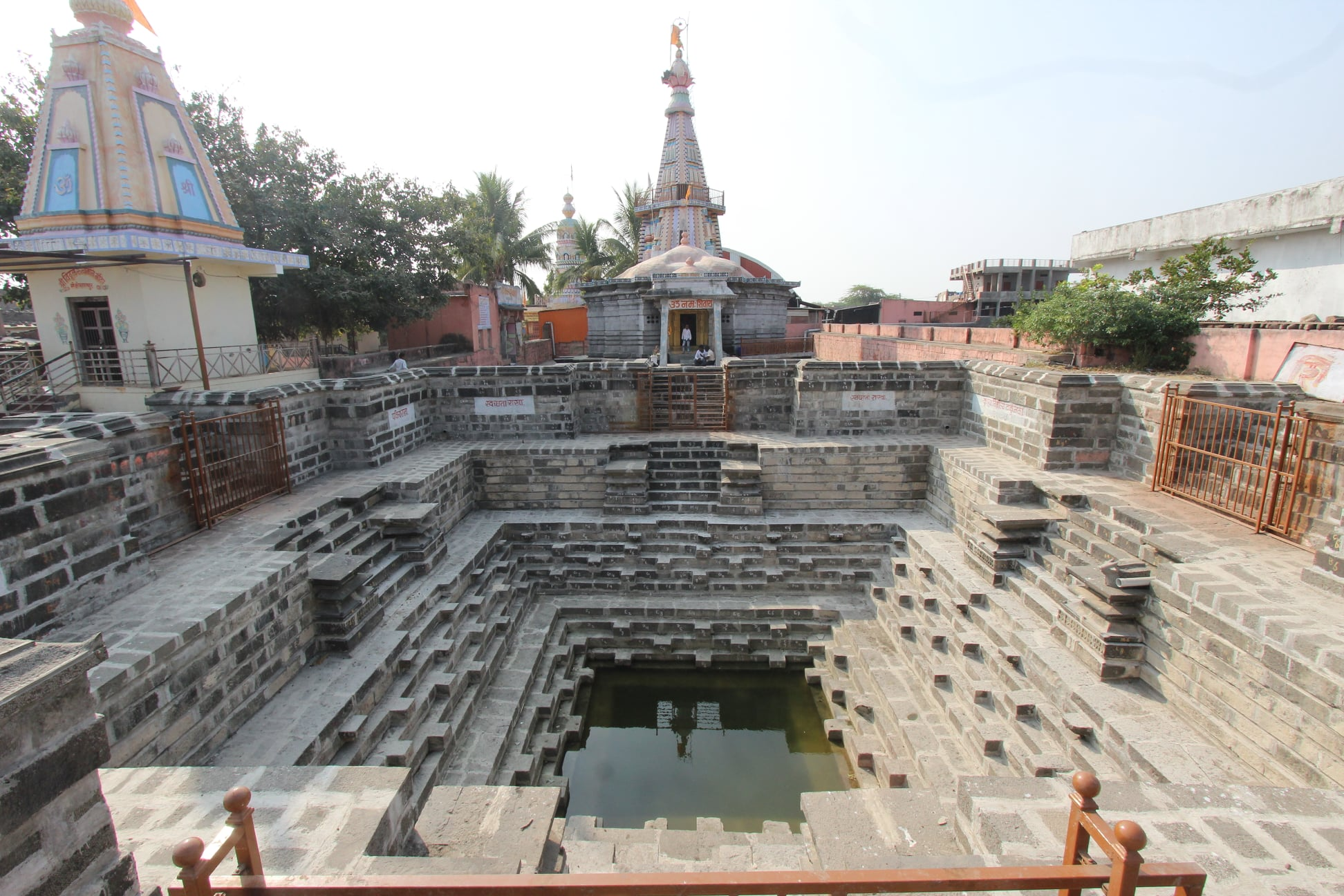
Велика східчаста криниця у Нагнат Мандір у селі Хатнор, округ Парбхані в Махараштрі
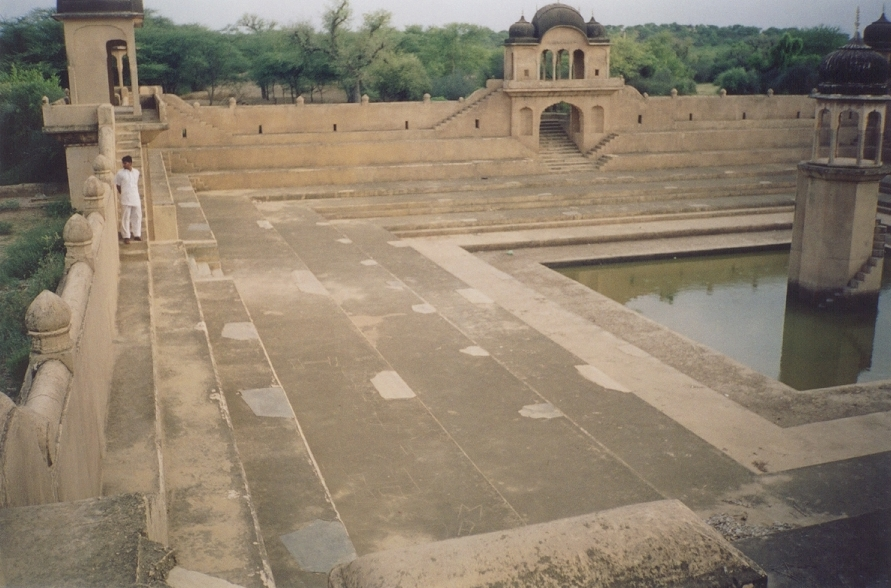
Вид східчастої криниці в Фатехпурі, Шехаваті
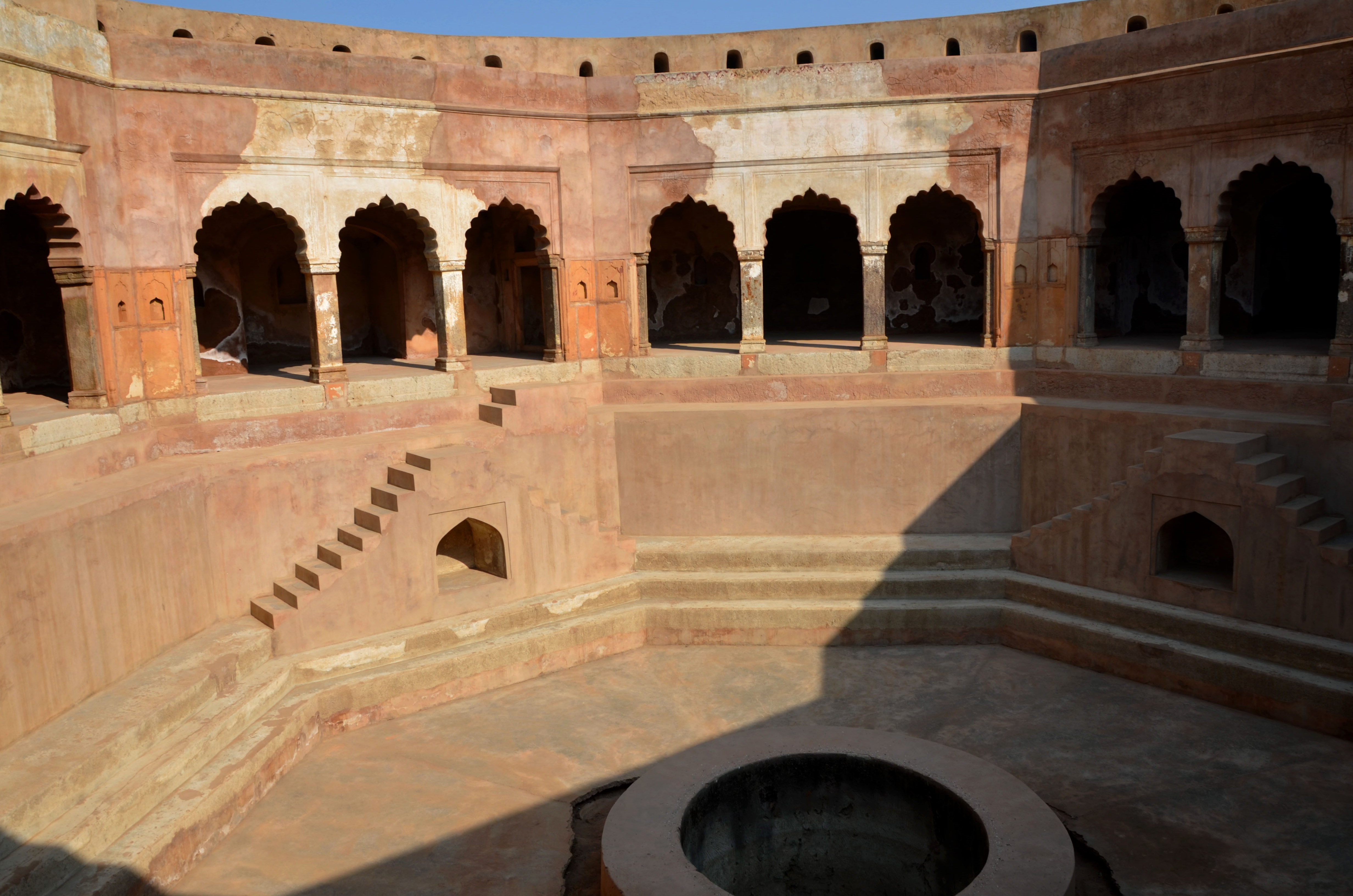
Баолі-Гхаус Алі-Шах XVIII-го сторіччя в Фарукнагарі
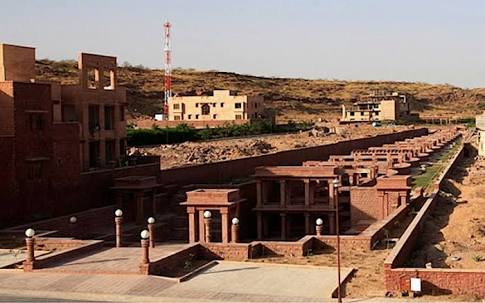
Біркха Баварі, у Джодхпурі
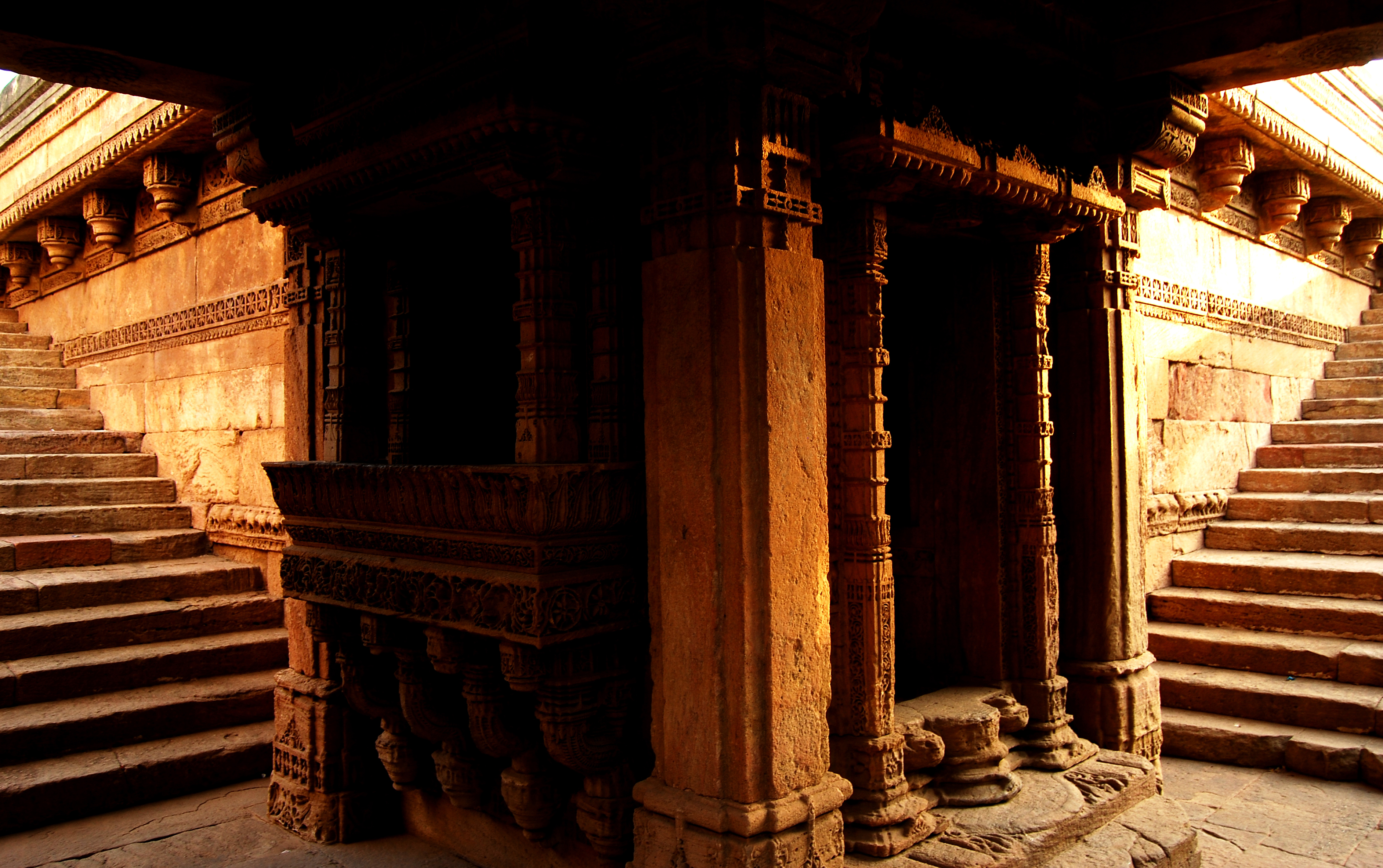
Рудабай чи Адаладж Ні Вав, Адаладж, Гандінагар, Гуджарат
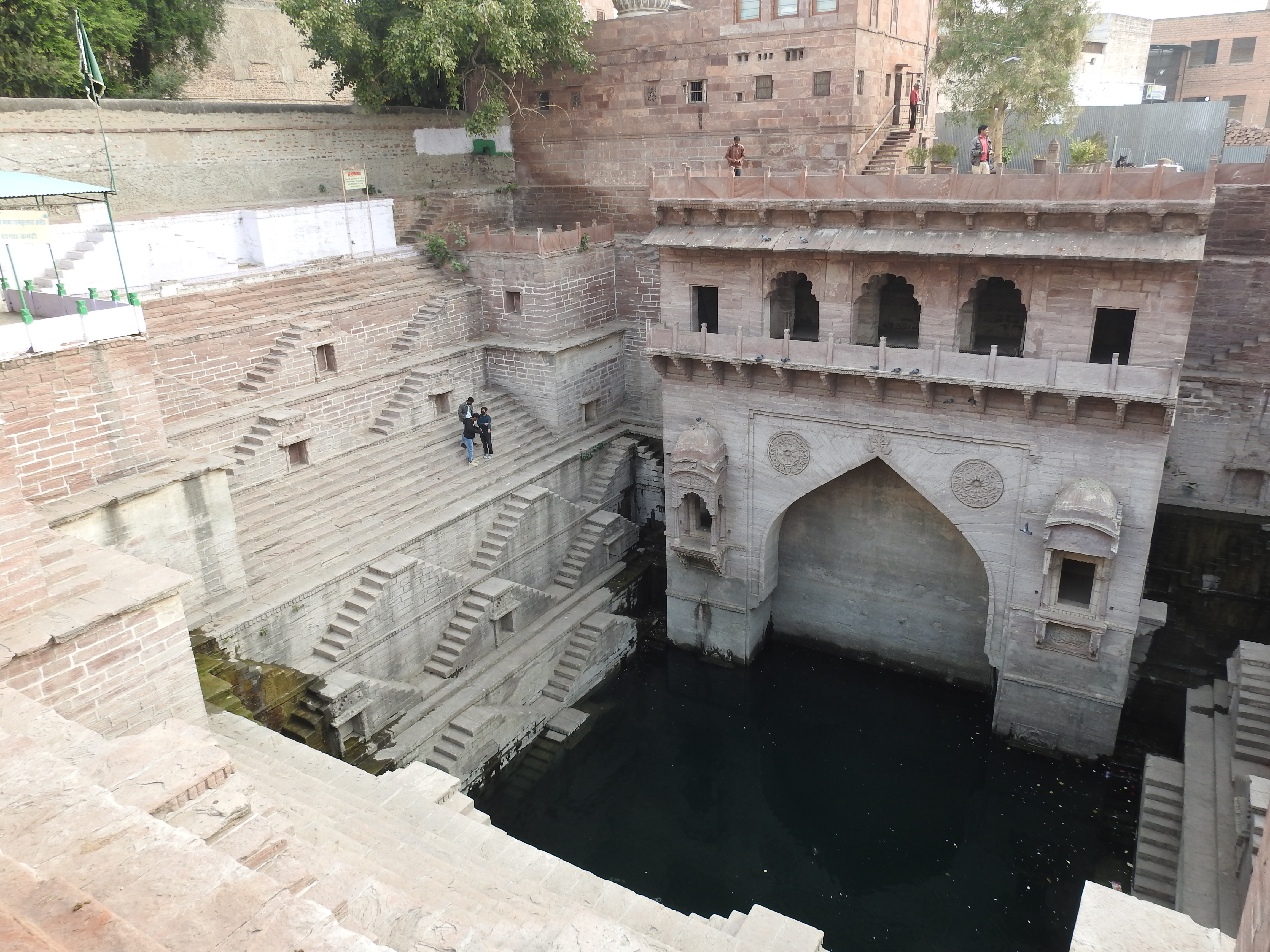
Тур Джі Ка Джалра, Джодхпур
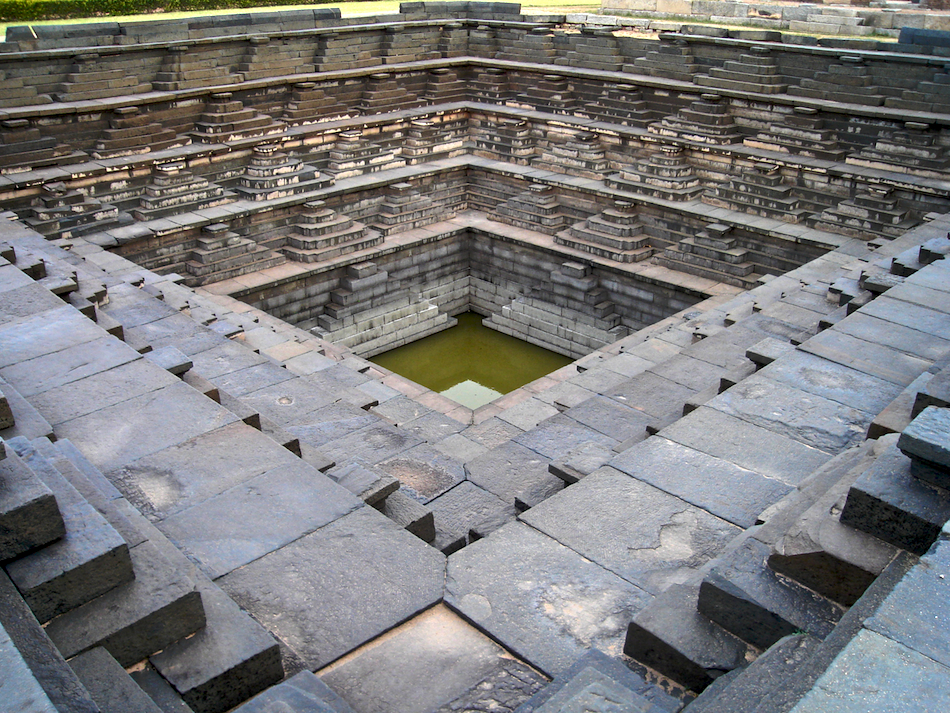
Східчата криниця, Гампі
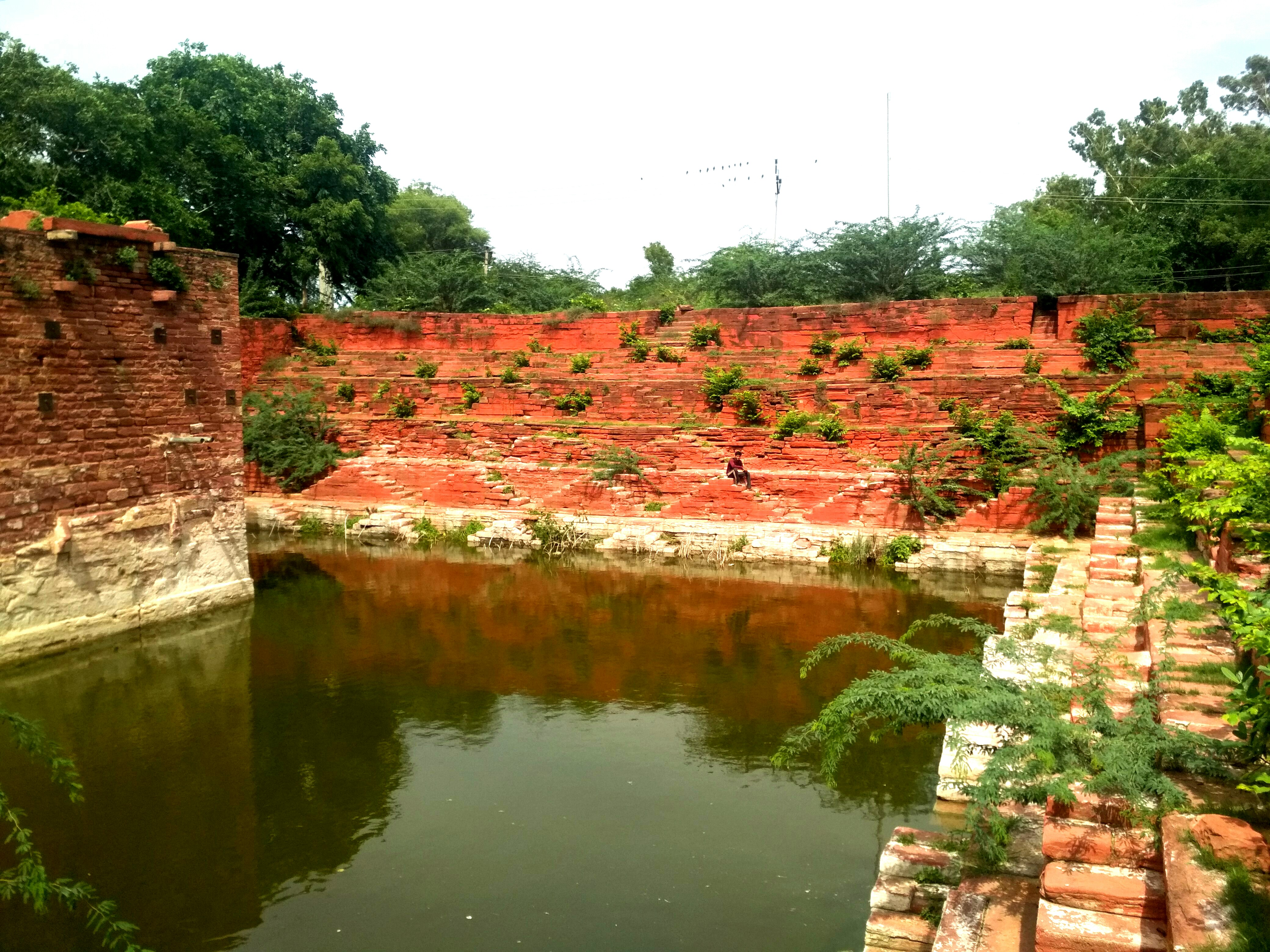
Ячча Кі Баорі, Хіндаун, Раджастхан
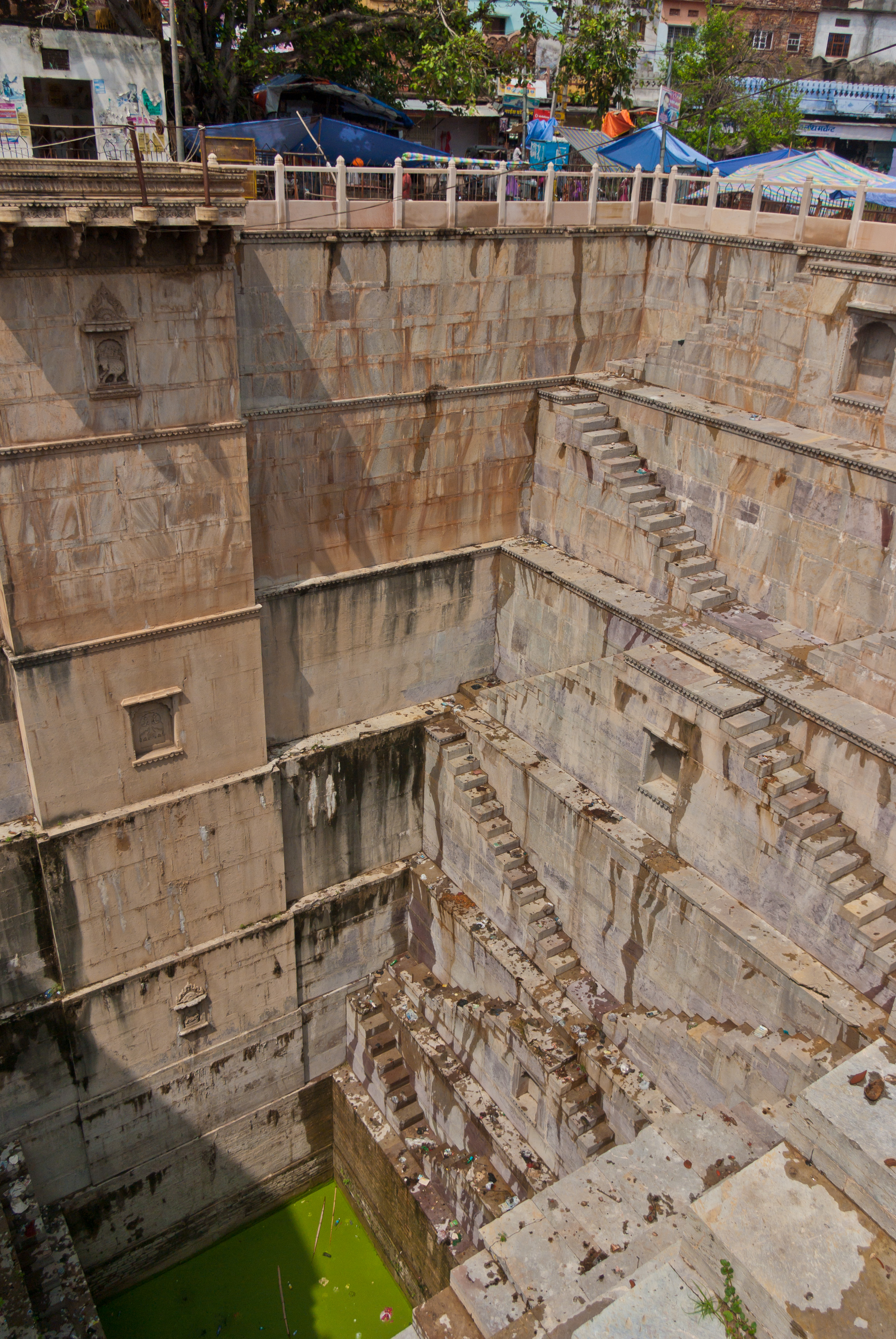
Нагар Сагар Кунд в Бунді, Раджастхан